# Cuba nos Jogos Olímpicos
Cuba participou pela primeira vez dos Jogos Olímpicos em 1900, e enviou atletas para competirem em 20 dos 28 Jogos Olímpicos de Verão seguintes. Em relação aos Jogos Olímpicos de Inverno, os atletas cubanos nunca participaram deste evento multidesportivo. Com isso, Cuba é o país com maior sucesso olímpico entre aqueles que nunca ganharam medalhas nos Jogos Olímpicos de Inverno.
No total, os atletas cubanos ganharam 244 medalhas em Jogos Olímpicos, sendo 86 ouros, 70 pratas, e 88 bronzes. Desta forma, Cuba ocupa a terceira posição entre os países das Américas em relação a conquistas de medalhas de ouro (atrás apenas dos Estados Unidos e do Canadá, embora Cuba tenha mais ouros que o Canadá contando apenas os Jogos de Verão) e conquistou mais medalhas do que qualquer país da América do Sul. O país é particularmente forte em boxe, tendo ganho 80 medalhas e ficando atrás apenas dos Estados Unidos, e é o maior medalhista do beisebol. O lutador Mijaín López conseguiu o recorde de vencer a mesma modalidade em cinco edições seguidas, com ouros entre 2008 e 2024.
Cuba nunca sediou uma edição de Jogos Olímpicos, e ocupa, assim, a quarta posição com relação ao número total de medalhas conquistadas entre as nações que jamais sediaram os Jogos (atrás apenas da Hungria, Romênia e Polônia).
O Comitê Olímpico Nacional de Cuba é o Comitê Olímpico Cubano, que foi criado em 1926 e reconhecido e 1954.

## Quadro de Medalhas

### Medalhas por Jogos
| Jogos                 | Ouro           | Prata          | Bronze         | Total          |
| 1900 Paris            | 1              | 1              | 0              | 2              |
| 1904 St. Louis        | 4              | 2              | 3              | 9              |
| 1908 Londres          | não participou | não participou | não participou | não participou |
| 1912 Estocolmo        | não participou | não participou | não participou | não participou |
| 1920 Antuérpia        | não participou | não participou | não participou | não participou |
| 1924 Paris            | 0              | 0              | 0              | 0              |
| 1928 Amsterdã         | 0              | 0              | 0              | 0              |
| 1932 Los Angeles      | não participou | não participou | não participou | não participou |
| 1936 Berlim           | não participou | não participou | não participou | não participou |
| 1948 Londres          | 0              | 1              | 0              | 1              |
| 1952 Helsinque        | 0              | 0              | 0              | 0              |
| 1956 Melbourne        | 0              | 0              | 0              | 0              |
| 1960 Roma             | 0              | 0              | 0              | 0              |
| 1964 Tóquio           | 0              | 1              | 0              | 1              |
| 1968 Cidade do México | 0              | 4              | 0              | 4              |
| 1972 Munique          | 3              | 1              | 4              | 8              |
| 1976 Montreal         | 6              | 4              | 3              | 13             |
| 1980 Moscou           | 8              | 7              | 5              | 20             |
| 1984 Los Angeles      | não participou | não participou | não participou | não participou |
| 1988 Seul             | não participou | não participou | não participou | não participou |
| 1992 Barcelona        | 14             | 6              | 11             | 31             |
| 1996 Atlanta          | 9              | 8              | 8              | 25             |
| 2000 Sydney           | 11             | 11             | 7              | 29             |
| 2004 Atenas           | 9              | 7              | 11             | 27             |
| 2008 Pequim           | 2              | 11             | 11             | 24             |
| 2012 Londres          | 5              | 3              | 7              | 15             |
| 2016 Rio de Janeiro   | 5              | 2              | 4              | 11             |
| 2020 Tóquio           | 7              | 3              | 5              | 15             |
| 2024 Paris            | 2              | 1              | 6              | 9              |
| Total                 | 86             | 70             | 88             | 244            |

### Medalhas por Esportes
| Esporte        | Ouro | Prata | Bronze | Total |
| Boxe           | 42   | 19    | 19     | 80    |
| Lutas          | 12   | 7     | 13     | 32    |
| Atletismo      | 11   | 14    | 20     | 45    |
| Judô           | 6    | 15    | 16     | 37    |
| Esgrima        | 4    | 3     | 3      | 10    |
| Beisebol       | 3    | 2     | 0      | 5     |
| Voleibol       | 3    | 0     | 2      | 5     |
| Halterofilismo | 2    | 1     | 5      | 8     |
| Taekwondo      | 1    | 2     | 4      | 7     |
| Tiro           | 1    | 1     | 3      | 5     |
| Canoagem       | 1    | 3     | 1      | 5     |
| Natação        | 0    | 1     | 1      | 2     |
| Ciclismo       | 0    | 1     | 0      | 1     |
| Vela           | 0    | 1     | 0      | 1     |
| Basquetebol    | 0    | 0     | 1      | 1     |
| Total          | 86   | 70    | 88     | 244   |